# Ohrazeníčko

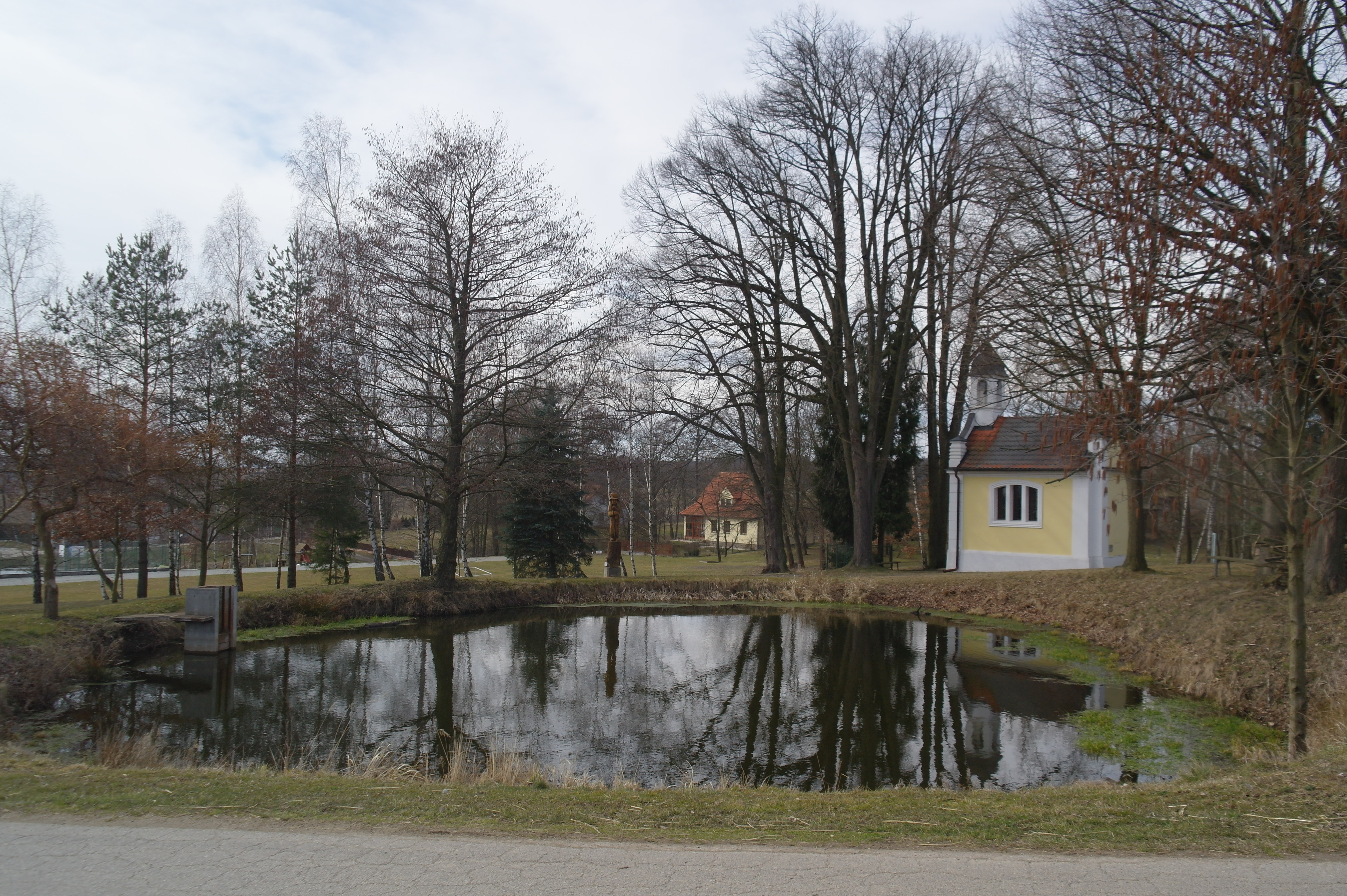
Dorfplatz

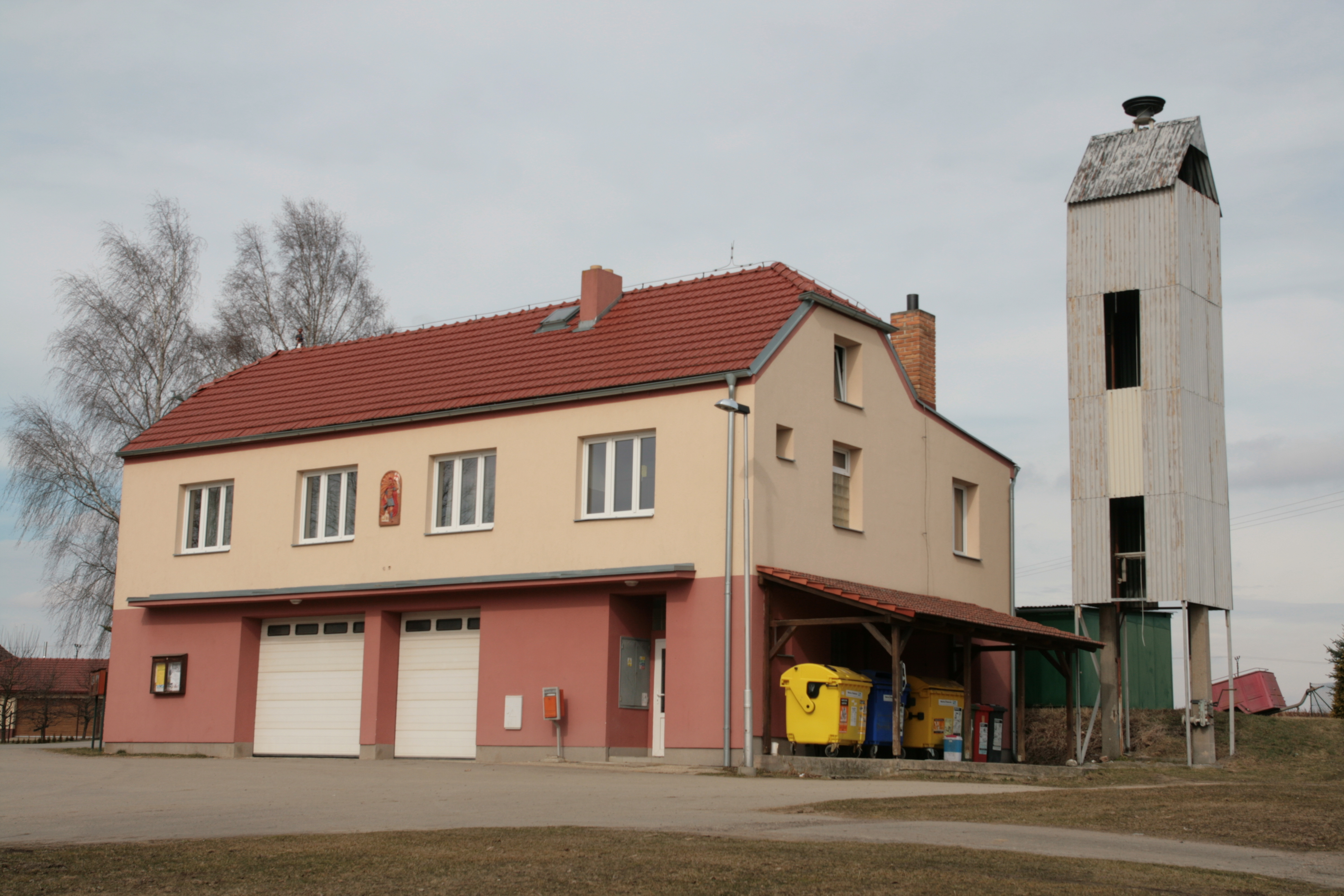
Spritzenhaus

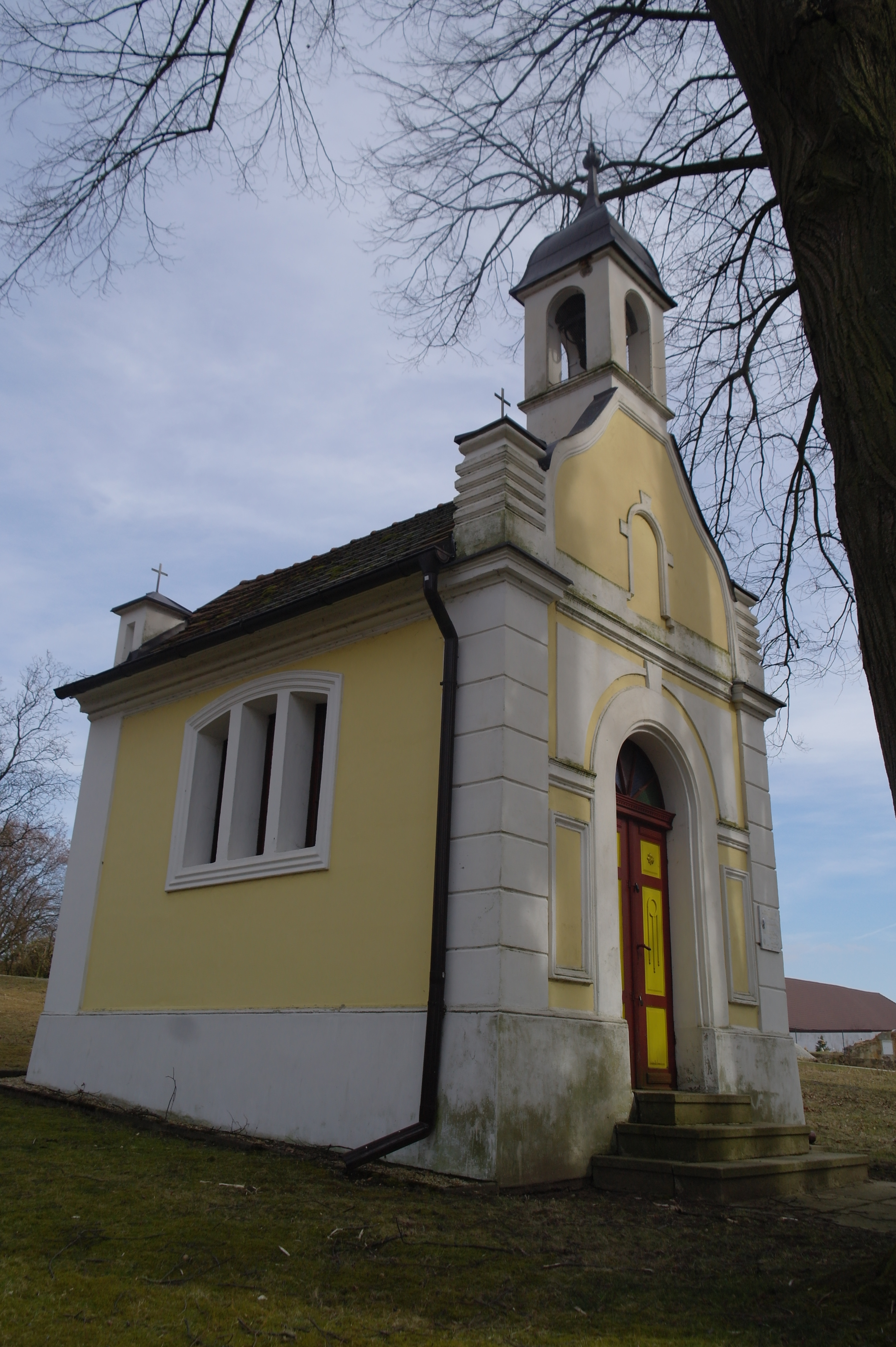
Kapelle der hl. Dreifaltigkeit

Ohrazeníčko, bis 1950 Německé Ohrazení, (deutsch Deutsch Baumgarten) ist ein Ortsteil der Minderstadt Ledenice (Ledenitz) in  Tschechien. Er liegt zweieinhalb Kilometer westlich von Ledenice und gehört zum Okres České Budějovice.

## Geographie
Der Rundling Ohrazeníčko befindet sich am südwestlichen Fuße des Hügels Za kotkem (541 m n.m.) in der Quellmulde eines kleinen Baches im Süden der Lischauer Schwelle (Lišovský práh). Südöstlich erheben sich die Vápenice (541 m n.m.) und der Vápenický kopec (Wapenitzberg; 555 m n.m.). Nördlich des Dorfes verläuft die Staatsstraße II/157 zwischen Budweis und Ledenice.
Nachbarorte sind U Čápa, Ohrazení (Böhmisch Baumgarten) und Zaliny (Salin) im Norden, Slavošovice (Slaboschowitz) und U Císaře im Nordosten, Ledenice im Osten, Růžov (Rosenstein), Borovany (Forbes) und Radostice (Radostitz) im Südosten, Mysletín (Misletin), Trocnov (Zalluschi), Paseka, Strážkovice (Straschkowitz) und Vojdlesák im Süden, U Pilaře, Klukov und Nová Ves (Neudorf) im Südwesten, Zborov (Sborow) im Westen sowie U Šoupných, Srubec (Strups) und Třebotovice (Trebotowitz) im Nordwesten.

## Geschichte
Die erste urkundliche Erwähnung des Dorfes erfolgte 1486. Besitzer des Gutes waren bis ins 16. Jahrhundert verschiedene Budweiser Patrizier. In der Mitte des 16. Jahrhunderts wurde Teutsch Baumgarten durch die Freiherren Rabenhaupt von Sucha kurzzeitig der Herrschaft Frauenberg zugeschlagen. Im Jahre 1555 erwarb Jiří Kořenský von Terešov (Georg Korzensky von Tereschau) die Güter Baumgarten und Zborow und verbanden sie mit ihrer Herrschaft Komařitz. Im Zuge der Erneuerung der während der Hussitenkriege erloschenen Pfarrei Ledenitz durch den neuen Prager Erzbischof Ernst Adalbert von Harrach wurde Teutsch Baumgarten 1623 als eines der neun nach Ledenitz eingepfarrten Dörfer aufgeführt. Nach dem 1623 erfolgten Verkauf der Herrschaft Komařitz an die  Abtei Hohenfurth blieb das Gut Zborov weiter im Besitz der Korzensky von Tereschau. Diese ließen in Teutsch Baumgarten einen Meierhof mit Brauerei und Schäferei errichten, der später zu einem Wohngebäude umgebaut wurde. 1709 verkauften die Vormünder der minderjährigen Nachkommen des Karl Rudolph Korzensky von Tereschau das Gut Zborow und Baumgarten an Adam Franz Fürst zu Schwarzenberg, der es mit seiner Herrschaft Wittingau vereinigte. Im Jahre 1788 bestand Deutsch Baumgarten aus 16 Häusern.
Im Jahre 1840 bestand das im Budweiser Kreis gelegene Dorf Teutsch-Baumgarten bzw. Německy Ohraženy aus 15 Häusern mit 83 tschechischsprachigen Einwohnern. Nach Teutsch-Baumgarten war der einschichtige herrschaftliche Meierhof Misletin konskribiert. Pfarrort war Ledenitz. Bis zur Mitte des 19. Jahrhunderts blieb Teutsch-Baumgarten der Fideikommissherrschaft Wittingau untertänig.
Nach der Aufhebung der Patrimonialherrschaften bildete Německé Ohražení / Deutsch-Baumgarten ab 1850 mit der Einschicht Mysletín / Misletin einen  Ortsteil der Gemeinde Zborov / Zborow im Gerichtsbezirk Budweis. 1868 wurde Německé Ohražení dem Bezirk Budweis zugeordnet. Im Jahre 1869 bestand Německé Ohražení aus 15 Häusern und hatte 85 Einwohner. Die Kapelle auf dem Dorfplatz wurde 1908 errichtet. Im Jahre 1900 hatte Německé Ohražení 111 Einwohner, 1910 waren es 122. 
Nach dem Ersten Weltkrieg zerfiel der Vielvölkerstaat Österreich-Ungarn, Německé Ohražení wurde 1918 Teil der neu gebildeten Tschechoslowakischen Republik. Beim Zensus von 1921 lebten in den zwölf Häusern des Dorfes 146 Personen, davon 145 Tschechen. Im Jahre 1922 wurde vor der Kapelle ein Kriegerdenkmal enthüllt. 1930 lebten in den 15 Häusern von Německé Ohražení 133 Personen. Nach dem Münchner Abkommen verblieb Německé Ohražení / Deutsch Baumgarten im Oktober 1938 bei der Tschechoslowakei; zwischen 1939 und 1945 gehörte das Dorf zum Protektorat Böhmen und Mähren. Nach dem Ende des Zweiten Weltkrieges kam Německé Ohražení zur wiedererrichteten Tschechoslowakei zurück. 1949 wurde das Dorf Teil des neu gebildeten Okres České Budějovice-okolí. 1950 bestand Německé Ohražení aus 14 Häusern und hatte 77 Einwohner. Im selben Jahre erfolgte die Umbenennung in Ohrazeníčko. Im Zuge der Gebietsreform von 1960 wurde Ohrazeníčko dem Okres České Budějovice zugeordnet. Im Jahre 1970 lebten in den 18 Häusern von Ohrazeníčko 85 Personen. Seit 1976 gehört Ohrazeníčko zur Gemeinde Ledenice. 1991 lebten in den 20 Häusern des Dorfes 51 Personen. Beim Zensus von 2011 hatte Ohrazeníčko 70 Einwohner und bestand aus 22 Wohnhäusern. Die Reste des ehemaligen Meierhofes wurden 2015 abgebrochen und an seiner Stelle ein Neubau errichtet.

## Ortsgliederung
Zu Ohrazeníčko gehört der Hof Mysletín. Der Ortsteil ist Teil des Katastralbezirks Zborov. 

## Sehenswürdigkeiten
- Kapelle der hl. Dreifaltigkeit, auf dem Dorfplatz, errichtet 1908
- Gedenkstein für die Gefallenen des Ersten Weltkrieges, vor der Kapelle, enthüllt 1922
- Flurkreuz am Weg nach Mysletín, errichtet 1889. Das auf einem hohen Steinsockel befindliche gusseiserne Kreuz mit Corpus Christi wurde 1938 erneuert.